# Episodi di Una mamma per amica (prima stagione)
La prima stagione della serie televisiva Una mamma per amica, composta da 21 episodi, è andata in onda negli Stati Uniti sul canale The WB dal 5 ottobre 2000 al 17 maggio 2001.
In Italia è stata trasmessa da Canale 5 dal 15 luglio 2002 al 12 agosto 2002.
| nº | Titolo originale                        | Titolo italiano           | Prima TV USA     | Prima TV Italia |
| -- | --------------------------------------- | ------------------------- | ---------------- | --------------- |
| 1  | Pilot                                   | Uno splendido futuro      | 5 ottobre 2000   | 15 luglio 2002  |
| 2  | The Lorelais' First Day at Chilton      | Cattive ragazze           | 12 ottobre 2000  | 16 luglio 2002  |
| 3  | Kill Me Now                             | Le mamme invadenti        | 19 ottobre 2000  | 17 luglio 2002  |
| 4  | The Deer Hunters                        | Le regole sono regole     | 26 ottobre 2000  | 18 luglio 2002  |
| 5  | Cinnamon's Wake                         | L'appuntamento            | 2 novembre 2000  | 19 luglio 2002  |
| 6  | Rory's Birthday Parties                 | Due feste di compleanno   | 9 novembre 2000  | 22 luglio 2002  |
| 7  | Kiss and Tell                           | Il primo bacio            | 16 novembre 2000 | 23 luglio 2002  |
| 8  | Love and War and Snow                   | Odore di neve             | 14 dicembre 2000 | 24 luglio 2002  |
| 9  | Rory's Dance                            | Il ballo di Rory          | 20 dicembre 2000 | 25 luglio 2002  |
| 10 | Forgiveness and Stuff                   | La cena di Natale         | 21 dicembre 2000 | 26 luglio 2002  |
| 11 | Paris is Burning                        | Una lezione particolare   | 11 gennaio 2001  | 29 luglio 2002  |
| 12 | Double Date                             | Appuntamenti al buio      | 18 gennaio 2001  | 30 luglio 2002  |
| 13 | Concert Interruptus                     | La vendita di beneficenza | 15 febbraio 2001 | 31 luglio 2002  |
| 14 | That Damn Donna Reed                    | Donne moderne             | 22 febbraio 2001 | 1º agosto 2002  |
| 15 | Christopher Returns                     | Ritorno al passato        | 1º marzo 2001    | 2 agosto 2002   |
| 16 | Star-Crossed Lovers and Other Strangers | Anniversari               | 8 marzo 2001     | 5 agosto 2002   |
| 17 | The Breakup, Part 2                     | Cambiamenti               | 15 marzo 2001    | 6 agosto 2002   |
| 18 | The Third Lorelai                       | La Terza Lorelai          | 22 marzo 2001    | 7 agosto 2002   |
| 19 | Emily in Wonderland                     | La scelta di Luke         | 26 aprile 2001   | 8 agosto 2002   |
| 20 | P.S. I Lo…                              | Fuga dai nonni            | 3 maggio 2001    | 9 agosto 2002   |
| 21 | Loves, Daisies and Troubadours          | Di nuovo insieme          | 10 maggio 2001   | 12 agosto 2002  |

## Uno splendido futuro
- Titolo originale: Pilot
- Diretto da: Lesli Linka Glatter
- Scritto da: Amy Sherman-Palladino

### Trama
Lorelai Gilmore è una trentaduenne con una vita piena: ha un lavoro soddisfacente come direttrice della locanda Independence Inn e ha una figlia sedicenne, Rory, con cui condivide la passione per il caffè, la spiccata loquacità, il junky food e le serate-film. Pochi giorni dopo l'inizio della scuola Lorelai riceve una lettera dalla Chilton, una scuola privata di prestigio, in cui le viene comunicato che la figlia è stata ammessa. Dopo l'entusiasmo iniziale, Lorelai scopre che la tassa d'iscrizione è piuttosto elevata e dopo aver cercato una soluzione decide di chiedere un prestito ai genitori, Richard ed Emily, residenti ad Hartford, con cui non ha un buon rapporto da quando Lorelai se ne era andata via di casa per crescere Rory da sola e a modo suo. I nonni accettano ma Emily pone una condizione: ogni venerdì Lorelai e Rory ceneranno da loro per informarli dei progressi nella nuova scuola. Lorelai a malincuore accetta la proposta a patto che Rory non venga a sapere del prestito. Intanto Rory conosce Dean, un ragazzo appena trasferitosi da Chicago, che inizia a frequentare la Stars Hollow High. Rory lo incontra proprio durante il suo ultimo giorno di scuola e così dice alla madre di non voler più andare alla Chilton, trovando delle scuse banali, come i tempi di trasporto. Le due Gilmore hanno il loro primo litigio ma si riappacificano subito. La prima cena dai nonni è un disastro e Rory scopre comunque la verità.

## Cattive ragazze
- Titolo originale: The Lorelais' First Day at Chilton
- Diretto da: Arlene Sanford
- Scritto da: Amy Sherman-Palladino

### Trama
Arriva il primo giorno di lezione alla Chilton ma Lorelai alle 7.10 si trova ancora a letto e quindi il programma pianificato va a monte. Non avendo tempo per ritirare i suoi vestiti in lavanderia, Lorelai indossa degli shorts cortissimi e una maglietta rosa, si ritrova costretta ad accompagnare la figlia dal preside nel cui ufficio trova anche Emily. Rory ed il preside si ritrovano da soli faccia a faccia, e quando la ragazza dice di voler diventare come Christiane Amanpour, il preside sembra innervosirsi e comincia subito a trattarla male. La ragazza si trova a disagio con i suoi nuovi compagni fra i quali c'è molta competizione. Paris Geller, alunna modello della scuola minaccia subito Rory di non osare superarla. 

## Le mamme invadenti
- Titolo originale: Kill Me Now
- Diretto da: Adam Nimoy
- Scritto da: Joanne Waters

### Trama
La Chilton obbliga gli studenti a scegliere un'attività agonistica. Emily consiglia a Rory il golf visto che Richard è un grande golfista. In poco tempo Rory impara il golf da suo nonno e trascorre una piacevole giornata con lui, lasciando stupita Lorelai. 

## Le regole sono regole
- Titolo originale: The Deer Hunters
- Diretto da: Alan Myerson
- Scritto da: Jed Seidel

### Trama
Dopo aver ricevuto la sua prima D, Rory è ossessionata dal test d'inglese. Nel frattempo Lorelai sembra molto interessata al professor Medina, insegnante di sua figlia. 

## L'appuntamento
- Titolo originale: Cinnamon's Wake
- Diretto da: Michael Katleman
- Scritto da: Daniel Palladino

### Trama
Rory e Lorelai partecipano al funerale del gatto dei vicini, Cinnamon. Lorelai accetta l'invito del professor Medina, senza però dirlo a Rory che nel frattempo riesce a confessare a Dean il suo interesse per lui.

## Due feste di compleanno
- Titolo originale: Rory's Birthday Parties
- Diretto da: Sarah Pia Anderson
- Scritto da: Amy Sherman-Palladino

### Trama
Sia Lorelai che Emily organizzano una festa per il compleanno di Rory. Quella di Emily è molto formale e vi sono tutti i compagni di scuola di Rory, con cui lei non ha mai legato.  C'è anche Paris "costretta" a partecipare a questi eventi dai genitori che vorrebbero che socializzasse con i coetanei. 
La festa di Lorelai è molto più informale e divertente con tutto il vicinato e gli amici, anche i nonni partecipano rimanendo un po' interdetti dalla vivacità degli invitati.

## Il primo bacio
- Titolo originale: Kiss and Tell
- Diretto da: Rodman Flender
- Scritto da: Jenji Kohan

### Trama
Rory va a fare visita a Dean al minimarket di Taylor, dove lui, con la scusa di regalarle una bibita, le ruba un bacio. Lei lo ringrazia e corre via a raccontarlo a Lane. Rory è preoccupata al pensiero di dover raccontare del bacio alla madre, a causa del litigio che avevano avuto prima di iniziare la Chilton. Lorelai lo viene a sapere comunque dalla signora Kim, che aveva sentito le due ragazze parlarne.
Rory intanto viene a sapere da Lane che Dean aveva una ragazza di nome Beth a Chigago, con la quale si era lasciato amichevolmente prima di trasferirsi.
Lorelai cerca di suggerire a Rory che può parlarle apertamente del bacio. Non riuscendo a portare avanti la conversazione, va al minimarket di Taylor a spiare Dean, dove incontra Luke, a cui racconta tutto, confidandosi sulla preoccupazione di perdere il rapporto speciale di fiducia con Rory. Lorelai infine rompe il silenzio, e le mamma e figlia ne parlano amichevolmente. 
Le due vanno a prendere dei dolci al minimarket e Lorelai e Dean vengono presentati ufficialmente. Lorelai lo invita alla serata film, ma Rory regisce molto male, sentendosi umiliata, ma alla fine accetta. All'inizio la situazione si fa imbarazzante e forzata, anche a causa dell'intrusione di Sookie, ma l'arrivo della pizza e l'inizio del film fanno rilassare tutti quanti. Lorelai, vedendo i due ridere insieme, decide di lasciarli soli, ma Rory va nel panico e la convince a ritornare in salotto. Lorelai approfitta dell'assenza di Rory dalla stanza per parlare francamente con Dean a proposito delle sue intenzioni, ma lui la rassicura sul fatto che lei gli piaccia davvero. Alla fine della serata, Dean e Rory si baciano di nuovo.

## Odore di neve
- Titolo originale: Love and War and Snow
- Diretto da: Alan Myerson
- Scritto da: Joan Binder Weiss

### Trama
Durante la prima nevicata dell'anno Rory rimane bloccata a casa dei nonni mentre Max va a trovare Lorelai a Stars Hollow.

## Il ballo di Rory
- Titolo originale: Rory's Dance
- Diretto da: Lesli Linka Glatter
- Scritto da: Amy Sherman-Palladino

### Trama
Rory chiede a Dean di accompagnarla al ballo della Chilton. Accidentalmente i due si addormentano insieme nella scuola di danza di Stars Hollow. Quando Emily scopre che Rory ha dormito fuori con Dean va su tutte le furie e ha una tremenda lite con la figlia. Lorelai inizialmente difende Rory ma poi litiga anche con lei.

## La cena di Natale
- Titolo originale: Forgiveness and Stuff
- Diretto da: Bethany Rooney
- Scritto da: John Stephens

### Trama
Emily decide di invitare solo Rory alla cena di Natale perché stanca delle scuse inventate dalla figlia per non andare. Durante la serata Richard ha un collasso e viene portato in ospedale. Luke accompagna in ospedale Lorelai. Nonostante sia preoccupata per il padre non ha il coraggio di entrare nella camera d'ospedale. Alla fine Luke la spinge a farlo, guardando il padre commossa, accorgendosi di quanto fosse stato importante per lei, nonostante non avessero passato tanto tempo insieme durante la sua infanzia. Fortunatamente Richard non ha nulla di grave e ben presto viene dimesso. Lorelai regala a Luke per Natale un cappello blu che lui indossa subito.

## Una lezione particolare
- Titolo originale: Paris is Burning
- Diretto da: David Petrarca
- Scritto da: Joan Binder Weiss

### Trama
Lorelai va nel panico quando capisce che la relazione con Max è seria e cerca di lasciarlo. Così decide di approfittare della giornata dei genitori alla Chilton per troncare la relazione. Max, però, cerca di fare cambiare idea a Lorelai e la bacia sotto gli occhi increduli di Paris che racconta il fatto a tutta la scuola. Nel frattempo Lorelai capisce di tenere davvero a Max, così si reca da lui per chiarire ogni cosa e ritornare insieme, il professore, però, le racconta di essere stato convocato dal preside che lo ha richiamato severamente e per questo preferirebbe prendere una pausa dalla loro tortuosa relazione. Emily scopre della relazione tra Max e Lorelai e richiama la figlia per il comportamento irresponsabile. Sookie chiede a Jackson se vuole uscire con lei, e lui accetta.

## Appuntamenti al buio
- Titolo originale: Double Date
- Diretto da: Lev L. Spiro
- Scritto da: Amy Sherman-Palladino

### Trama
Le Gilmore hanno due doppi appuntamenti: Rory e Dean con Lane e Todd; Sookie con Jackson, Lorelai e Rune, il fastidioso e antipatico cugino di Jackson.

## La vendita di beneficenza
- Titolo originale: Concert Interruptus
- Diretto da: Bruce Seth Green
- Scritto da: Elaine Arata

### Trama
Lorelai insiste che Rory inviti Paris, Madeline e Louise al concerto delle Bangles. Durante il concerto però Madeline e Louise incontrano due ragazzi e vanno ad una festa con loro, facendo infuriare Lorelai che in quel momento è responsabile per loro. Dopo aver recuperato le ragazze, Paris confessa a Rory di essersi divertita e da quel momento, comincia ad essere meno ostile nei suoi confronti. Intanto a casa delle ragazze Gilmore, si svolge una vendita di beneficenza per un vecchio ponte che sta cadendo a pezzi.

## Donne moderne
- Titolo originale: That Damn Donna Reed
- Diretto da: Michael Katleman
- Scritto da: Daniel Palladino e Amy Sherman-Palladino

### Trama
Rory si trasforma in una perfetta casalinga per Dean. Lorelai chiama Luke per aiutarla a cercare un pulcino in casa: lui la prende come una scusa per incontrarsi, ma va comunque in suo aiuto.

## Ritorno al passato
- Titolo originale: Christopher Returns
- Diretto da: Michael Katleman
- Scritto da: Daniel Palladino

### Trama
Christopher, il padre di Rory, viene per la prima volta a Stars Hollow. Tutta la cittadina si esalta per l'evento, soprattutto Emily e Richard, i quali cercano di convincere la figlia a rimettersi insieme al padre della loro nipote, facendosi aiutare persino dai mancati consuoceri.

## Anniversari
- Titolo originale: Star-Crossed Lovers and Other Strangers
- Diretto da: Lesli Linka Glatter
- Scritto da: John Stephens e Linda Loiselle Guzik

### Trama
Rory e Dean festeggiano l'anniversario dei tre mesi ma il ragazzo rompe con Rory quando lei non risponde alla sua frase “Ti Amo”. Una ex-fidanzata di Luke, Rachel, torna a Stars Hollow. Lorelai va da sola a cena dai suoi genitori e sua madre gli presenta un tipo carino ma logorroico e noioso, così scappa dalla finestra della sua camera con l'aiuto di suo padre, anch'esso annoiato dall'ospite.

## Cambiamenti
- Titolo originale: The Breakup, Part 2
- Diretto da: Nick Marck
- Scritto da: Amy Sherman-Palladino

### Trama
Tutti in città sanno della rottura fra Rory e Dean e Luke, addirittura, prende a pugni Dean davanti al suo locale per impedirgli di entrare. Rory decide di partecipare alla festa della Chilton con Lane, per evitare di pensare alla recente rottura con Dean. Lorelai cerca di convincerla che l'unico modo per stare meglio è sfogare tutto il proprio dolore, ma Rory non vuole. Durante la festa Lane incontra un ragazzo coreano di nome Henry, per il quale prova un'immediata simpatia. Tristin, invece, viene lasciato da Summer e, in preda alla tristezza, finisce per baciare Rory, la quale, sconvolta, scappa dalla festa e decide di ascoltare il suggerimento della madre di sfogare il dolore che prova per la rottura con Dean. Lorelai va a trovare Max e finisce a letto con lui. I due decidono di parlare della loro situazione per telefono per evitare di essere troppo attratti l'uno dall'altra per ragionare, e di prendere una decisione sul da farsi.

## La terza Lorelai
- Titolo originale:  The Third Lorelai
- Diretto da: Michael Katleman
- Scritto da: Amy Sherman-Palladino

### Trama
La madre di Richard, Lorelai Gilmore (soprannominata Trixie) è in visita ad Hartford e decide di offrire dei soldi a Lorelai per gli studi di Rory. Ciò causa la rabbia di Emily che in questo modo perderebbe le cene del venerdì sera, l'unico modo per vedere Rory e Lorelai. E crea in Lorelai dubbi sul rivelare a Rory del fondo.

## La scelta di Luke
- Titolo originale: Emily in Wonderland
- Diretto da: Perry Lang
- Scritto da: John Stephens e Linda Loiselle Guzik

### Trama
Emily e Rory trascorrono la giornata insieme. Rory le fa visitare Stars Hollow e l'albergo dove lavora Lorelai a sua nonna che però rimane turbata nel vedere il capanno in cui Lorelai e Rory vivevano quando quest'ultima era piccola. Così decide di riarredare la vecchia stanza di Lorelai per la nipote in modo che abbia uno spazio tutto suo anche a casa sua, e più tardi, alla solita cena del venerdì sera, si mostra molto contenta con Rory nel mostrarle la stanza, ma poco dopo litiga con Lorelai perché si sente offesa dal fatto che la figlia abbia preferito vivere in una baracca pur di stare lontana dai genitori. Sookie chiede a Lorelai se può assumere Rune all'albergo e se può andare a vivere nel vecchio capanno, e Lorelai, a malincuore accetta. Rachel, la fidanzata di Luke, mostra delle foto a Lorelai, tra cui una dove è ritratta una vecchia locanda: la Libellula e decidono di andare a visitarla insieme. Qui Lorelai immagina per la prima volta il Dragonfly come piccolo alberghetto da aprire insieme a Sookie. Rachel chiede a Lorelai di parlare con Luke a proposito del loro rapporto, dato che vede il compagno distante. Lorelai chiede a Luke di fidarsi di Rachel e di dare una reale possibilità alla loro relazione.

## Fuga dai nonni
- Titolo originale: P.S. I Lo…
- Diretto da: Lev L. Spiro
- Scritto da: Elaine Arata e Joan Binder Weiss

### Trama
Rory va da Richard e Emily quando scopre che Lorelai e Max sono tornati insieme. Lorelai scopre invece perché Dean e Rory hanno rotto.

## Di nuovo insieme
- Titolo originale: Loves, Daisies and Troubadours
- Diretto da: Amy Sherman-Palladino
- Scritto da: Daniel Palladino

### Trama
Rory finalmente dice a Dean di amarlo. Rachel lascia la città perché convinta che Luke sia innamorato di Lorelai. La relazione di Lorelai con Max si fa sempre più seria.